# GeForce Now
GeForce Now (estilizado como GeForce NOW) é uma marca da Nvidia para streaming de jogos em nuvem A versão do GeForce Now para o Nvidia Shield, conhecido como Nvidia Grid, lançado em 2013 em beta, sendo revelado o nome oficial em 30 de setembro de 2015. O serviço por assinatura permitia os usuários acesso ilimitado a biblioteca de jogos hospedada nos servidores da Nvidia, enquanto durasse a inscrição sendo entregue por meio de um streaming de vídeo. Alguns títulos também estavam disponíveis por meio de um modelo "Pague e Jogue". Esse versão acabou sendo descontinuada em  2019, transacionando para a nova versão que permite os usuários jogarem seus jogos já adquiridos.
Em janeiro de 2017, A Nvidia revelou os clientes do GeForce Now para Windows e Mac OS, Disponível em uma beta gratuita na América do Norte e Europa. Agora o GeForce NOW permite os usuários acessarem uma máquina virtual, onde eles podem instalar os jogos já adquiridos por meio de plataformas de distribuição, jogando os títulos remotamente. Como na versão Shield original as máquinas são hospedadas nos servidores da Nvidia. Em  2019 foi anunciado um cliente para Android.
O serviço encerrou sua beta e teve seu lançamento para o público em geral no dia 4 de fevereiro de 2020. Estando disponível no Windows, macOS, Android, iOS, Shield TV e Chromebooks. O suporte para TVs LG rodando o WebOS foi disponibilizado em beta em novembro de 2021, mas, foi lançado de forma oficial em janeiro do ano seguinte, 2022. 

## Características
O GeForce Now consiste em uma série de servidores em data centers ao redor da América do Norte e Europa, que hospeda a biblioteca de jogos do GeForce Now para os assinantes dessas regiões.. Em 18 de março de 2021, NVIDIA anunciou a abertura de um novo datacenter em Montreal, Canada, e a adição de mais dois datacenters naAustrália graças a sua parceria com a Pentanet O servidores usam a placa de vídeo Nvidia Tesla, que conseguem transmitir os jogos em até 1080p com 60 quadros por segundo (algumas vezes até 120 quadros). É recomendado uma conexão de 50 Mbit/s para uma transmissão de 1080/60p, mas também pode ser transmitido em 720p/60p com uma conexão de 25 Mbit/s, e 720/30p quadros por segundo em conexões superiores à 10 Mbit/s, utilizando de uma taxa de bitrate adaptativa para mudar a qualidade conforme a banda. O hardware dos servidores será atualizado com o tempo para melhorar a qualidade das transmissões dos jogos.

## Biblioteca de jogos
A biblioteca original do Geforce Now do Shield continha cerca de 80 jogos em março de 2016; Na Game Developers Conference em 2016, foi anunciado o lançamento de jogos licenciados da Sega e Warner Bros. Interactive Entertainment. Uma grande parte estava disponível para jogar através de uma assinatura. Alguns estavam disponíveis apenas através do modo "Comprar & Jogar", no qual os usuários precisavam comprar o jogo pela plataforma para ter acesso. Essa biblioteca foi mudada para um novo modelo "Traga seus jogos". Por exemplo, se um usuário quiser jogar Fortnite usando o serviço, seria de graça já que o próprio jogo é, mas para jogar Grand Theft Auto V, seria necessário que o mesmo fizesse login em uma plataforma onde já tenha o jogo, a Steam, por exemplo.
A Nvidia se envolveu em inúmeras disputas de licença por conta de jogos em seu serviço, a Activision Blizzard tirou todos os seus jogos da nuvem da Nvidia em fevereiro de 2020, alegando um mal entendido nos termos. Logo em seguida a Bethesda tirou a maioria de seus jogos também. O desenvolvedor de The Long Dark disse que seu jogo foi colocado impropriamente sem nenhum tipo de contrato. No começo de março de 2020, a 2K Games também removeu seus jogos do serviço
Em maio de 2020 a Nvidia anunciou que mudaria sua abordagem com os desenvolvedores e editores de forma que seja necessário o pedido para que seus jogos sejam incluídos na biblioteca do GeForce Now, a partir de junho de 2020, embora este seja um serviço gratuito oferecido a essas empresas. Pouco depois, a Valve anunciou que estava lançando uma versão beta do Steam Cloud Play para sua loja que se integraria a outros serviços de jogos em nuvem, incluindo o GeForce Now.
Atualmente (junho de 2023), o catalogo do GeForce Now ultrapassa os 1.600 jogos, com jogos da Ubisoft, EA Games e mais. 

## GeForce Now para computadores
Na Consumer Electronics Show em janeiro de 2017, a Nvidia anunciou uma versão do GeForce Now para computadores Windows e Macintosh. Diferente da versão para Nvidia Shield (que a Nvidia promoveu ser semelhante à Netflix), esta é uma oferta separada na qual os usuários podem alugar acesso a um desktop remoto com acesso a um ambiente Windows com gráficos GeForce GTX. Os usuários podem instalar clientes de distribuição digital como o Steam na área de trabalho remota para baixar e executar jogos comprados ou gratuitos como fariam localmente. Uma possível estrutura de preços é por minuto de tempo de jogo usando blocos de créditos de serviço; duas camadas de preços estariam disponíveis, com desempenho GTX 1060 e GTX 1080, respectivamente. A Nvidia direcionou este serviço para usuários que desejam jogar seus próprios jogos adquiridos em computadores que não são compatíveis com eles, como laptops e computadores de baixo custo. Essa estrutura de preços nunca foi introduzida. Em vez disso, a Nvidia revelou duas opções de associação - Grátis e Fundador - em 4 de fevereiro de 2020, quando o GeForce Now encerrou oficialmente seu período beta.
Em 18 de março de 2021,o GeForce Now mudou as opções de assinatura para Gratuito e Prioritário. Junto com a mudança na assinatura, a GeForce Now também anunciou que quem tivesse adquirido o "Founders Membership", em ou antes de 17 de março de 2021, receberia à "Founders for Life Membership", que continuaria à £4.99, equivalente à aproximadamente 22 reais, por mês enquanto a assinatura não fosse cancelada.
Nvidia anunciou um beta planejada do serviço em Março de 2017, que foi silenciosamente cancelada. Em um relatório de ganhos em maio de 2017, o CEO da Nvidia Jen-Hsun Huang revelou que um beta seria realizado "em breve", mas que a empresa "ainda estava a anos de ser capaz de encontrar o equilíbrio certo entre custo e qualidade de serviço e a difusão da virtualização de um PC para jogos. Mais tarde em outubro de 2017, A Nvidia lançou uma beta gratuita e aberta do seu serviço limitado para o Macintosh e usuários ingleses na América do Norte e Europa. Em janeiro de 2018, Foram adicionados ao GeForce Now os PC's ao serviço, e, em 4 de fevereiro de 2020, o serviço foi lançado para o publico em geral com comentários geralmente mais positivos do que o rival Stadia.